# Angela White
Angela Gabrielle White (Sydney, 4 marzo 1985) è un'attrice pornografica e regista pornografica australiana.

## Biografia
Nata a Sydney, nel 2013 si è laureata all'Università di Melbourne in studi di genere con una tesi sulle esperienze delle donne nell'industria pornografica australiana; nello stesso anno si è candidata nello stato del Victoria tra le file dell'Australian Sex Party, lottando a favore dei diritti delle lavoratrici nel settore pornografico.

## Carriera
È entrata nel mondo del porno nel 2003, poco dopo aver raggiunto la maggiore età, per la casa The Score Group e si dedica al sesso lesbico; nel 2011 gira la sua prima scena con rapporto completo con J Mac mentre due anni dopo, nel novembre 2013, lancia il suo sito web personale. Oltre che come attrice è attiva anche come camgirl. Nel 2018 ha vinto l'AVN Award for Best Tease Performance e ha vinto l'AVN Award for Female Performer of the Year nel 2018, nel 2019 e nel 2020, diventando la prima artista nella storia a vincere tale premio per 3 anni di fila.
A partire dal 2007 è apparsa in serie televisive a sfondo comico e documentari sul mondo del porno prodotti in madrepatria. Nel 2018 ha condotto l'edizione annuale degli AVN Awards ed è stata inserita nella Hall of Fame. Nel 2020 ha ottenuto il riconoscimento come Female Performer of the Year sia agli AVN, XBIZ e XRCO Awards, diventando la quarta attrice insieme a Jenna Haze, Tori Black e Anikka Albrite a vincere i tre premi più importanti del settore nello stesso anno.
Dal 2021 ha un contratto in esclusiva con Brazzers. Al 2022 ha girato oltre 800 scene e ne ha dirette 135 in molte delle quali ha anche recitato, lavorando per le più grandi case di produzione quali Brazzers, Evil Angel, Digital Playground, Reality Kings, Elegant Angel e Naughty America, Bangbros, Deeper, New Sensations, Girlsway e altre. Ha ottenuto 45 AVN, 5 XBIZ e 10 XRCO Awards, oltre a numerosi altri premi in altri concorsi. Nello stesso anno è stata nominata Pet of the Month di ottobre dalla rivista Penthouse.

## Riconoscimenti
- AVN Awards
  - 2015 - Candidatura per Best Porn Star Website
  - 2015 - Candidatura per Best Three-Way Sex Scene-G/G/B (con Kelly Divine e Manuel Ferrara) in Angela
  - 2015 - Candidatura per Best/Most Spectacular Boobs (premio dei fan)
  - 2016 – Best All-Girl Sex Scene (con Alexis Texas e Anikka Albrite) in Angela 2[20]
  - 2016 – Best Oral Sex Scene in Angela 2[20]
  - 2016 - Candidatura per Best Double Penetration Sex Scene (con Lexington Steele, Moe Johnson e Rico Strong) in Angela 2
  - 2016 - Candidatura per Best Group Sex Scene (con Mick Blue, James Deen, Erik Everhard, John Strong e Mr. Pete) in Angela 2
  - 2016 - Candidatura per Best Porn Star Website
  - 2016 - Candidatura per Best/Most Spectacular Boobs (premio dei fan)
  - 2017 - Most Amazing Sex Toy (Fan Award)[21]
  - 2018 – Female Performer of the Year[22]
  - 2018 – Best Boy/Girl Scene per Angela 3 con Manuel Ferrara[22]
  - 2018 - Best Double Penetration Sex Scene per Angela 3 con Mick Blue e Markus Dupree[22]
  - 2018 - Best Group Sex Scene per Angela 3 con Mick Blue, Xander Corvus, Markus Dupree, Toni Ribas e John Strong[22]
  - 2018 – Best Editing per Angela 3[23]
  - 2018 – Best Solo/Tease Performance per Angela 3[22]
  - 2018 - Most Spectacular Boobs (Fan Award)[24]
  - 2018 – Favorite Female Performer (Fan Award)[25]
  - 2018 – Favorite Pornostar Website (Fan Award)[26]
  - 2018 – Hall of Fame - Video Branch[27]
  - 2018 – Best Star Showcase per Angela 3[28]
  - 2019 – Female Performer of the Year[29]
  - 2019 – Best Actress – Featurette per Who's Becky[29]
  - 2019 – Best Oral Sex Scene (film) per Angela By Darkko con Anthony Gaultier, Eddie Jaye, Eric John, Filthy Rich, Jason Moody, Michael Vegas e Robby Echo[29]
  - 2019 – Best Anal Sex Scene (film) per I am Angela con Rocco Siffredi[29]
  - 2019 - Best Threeway Sex Scene G/G/B per The Corruption of Kissa Sins con Markus Dupree e Kissa Sins[29]
  - 2019 – Best Group Sex Scene per After Dark con Tori Black, Jessa Rhodes, Mia Malkova, Kira Noir, Vicki Chase, Abella Danger, Ana Foxxx, Bambino, Mick Blue, Ricky Johnson, Ryan Driller e Alex Jones[29]
  - 2019 – Favorite Female Performer (Fan Award)[29]
  - 2019 – Most Spectacular Boobs (Fan Award)[29]
  - 2019 – Best Star Showcase per I am Angela[30]
  - 2020 – Female Performer of the Year[31]
  - 2020 – Best All Girl Group Sex Scene per I am Riley con Riley Reid e Katrina Jade[31]
  - 2020 - Best Blowbang Sex Scene per Angela White: Dark Side[31]
  - 2020 - Best Gangbang Sex Scene per Angela White: Dark Side con Markus Dupree, Mick Blue, Steve Holmes, Prince Yahshua, Jon Jon, John Strong, Robby Echo, Eric John, Rob Piper, Mr. Pete e Eddie Jaye[31]
  - 2020 – Best Group Sex Scene per Drive con Lena Paul, Autumn Falls, Alina Lopez e Manuel Ferrara[31]
  - 2020 – Best Leading Actress per Perspective[31]
  - 2020 - Best Solo/Tease Performance per Angela White: Dark Side[31]
  - 2020 - Most Spectacular Boobs (Fan Award)[31]
  - 2020 - Favorite Female Porn Star (Fan Award)[31]
  - 2020 - Social Media Star (Fan Award)[31]
  - 2020 - Best Star Showcase per Angela White: Dark Side[31]
  - 2021 - Best Actress - Featurette per Seasons[32]
  - 2021 – Best Group Sex Scene per Climax con India Summer, Whitney Wright, Britney Amber, Jane Wilde, Avi Love, Seth Gamble, Codey Steele, Ryan Driller e Eric Masterson[32]
  - 2021 – Best Non Sex Performance per Fertile (f. Under the Bed Vol. 2)[32]
  - 2021 - Favorite Female Porn Star (Fan Award)[32]
  - 2021 - Most Spectacular Boobs (Fan Award)[32]
  - 2021 - Social Media Star (Fan Award)[32]
  - 2022 - Best Double-Penetration Sex Scene per Angela Loves Anal 3 – Scene 4 con Jonh Strong e Michael Stefano[33]
  - 2022 – Best Solo/Tease Performance per Angela Loves Threesomes 3 – Scene 1 con Gabbie Carter[33]
  - 2022 – Favorite Female Porn Star (Fan Award)[33]
  - 2022 – Most Spectacular Boobs (Fan Award)[33]
  - 2022 – Social Media Star (Fan Award)[33]
  - 2023 – Best Solo/Tease Performance per Take Control[34]
  - 2023 - Best Anal Sex Scene per If it Feels Good 3 con Manuel Ferrara[35]
  - 2023 - Best Blowbang Sex Scene per Sexually Rated Programming: Blowbang[36]
  - 2023 - Best Gangbang Sex Scene per Take Control con Mick Blue, John Strong, Isiah Maxwell, Zac Wilde e Oliver Flynn[37]
  - 2023 – Favorite Female Porn Star (Fan Award)[38]
  - 2023 - Most Spectacular Boobs (Fan Award)[39]
  - 2023 - Favorite Porn Star Creator (Fan Award)[40]
  - 2023 - Hottest All-Girl Creator Collab con Sky Bri (Fan Award)[41]
  - 2023 - Hottest Anal Creator Collab con Michael Stefano (Fan Award)[42]
  - 2023 - Hottest Oral Creator Collab con Pressure (Fan Award)[43]
  - 2024 - Best Gangbang Sex Scene per Angela White: Unbound Part 4 con Alex Mack, Eddie Jaye, VInce Karter, Will Pounder, Scotty P, John Strong e Mazee the Goat[44]
  - 2024 - Most Spectacular Boobs (Fan Award)[45]
  - 2024 - Hottest All-Girl Creator Collab con Violet Myers (Fan Award)[46]
  - 2024 - Favorite Porn Star Creator (Fan Award)[47]
  - 2024 - Hottest Anal Creator Collab con Alex Mack (Fan Award)[48]
  - 2025 – Best Sex Scene - Foursome/Orgy per Brazzers Present: 20 for 20 con Cherie DeVille, Alexis Fawx, Kayley Gunner, Lily Lou, Abigail Morris, Kira Noir, Ryan Reid, Gal Ritchie, Queenie Sateen, Luna Star, Monique Alexander, Mick Blue, Hollywood Cash, Manuel Ferrara, Ricky Johnson, JMac, Alex Jones, Keiran Lee, Isiah Maxwell, Scott Nails e Van Wylde[49]
  - 2025 – Favorite Female Porn Star (Fan Award)[50]
  - 2025 - Hottest All-Girl Creator Collab con Slimthick Vic (Fan Award)[51]
  - 2025 - Most Spectacular Boobs (Fan Award)[52]
  - 2025 - Hottest Boy-Girl Creator Collab con Girthmasterr (Fan Award)[53]
  - 2025 - Favorite Porn Star Creator (Fan Award)[54]
- XBIZ Awards
  - 2015 – Adult Site of the Year – Performer per angelawhite.com[55]
  - 2016 – Foreign Female Performer of the Year[56]
  - 2016 – Adult Site of the Year – Performer per angelawhite.com[56]
  - 2020 – Female Performer of the Year[57]
  - 2022 – Premium Social Media Star of the Year[58]
  - 2023 - Best Sex Scene - Gonzo per Take Control con Mick Blue, Oliver Flynn, Isiah Maxwell, John Strong e Zac Wild[59]
  - 2024 – Best Sex Scene - Gonzo per Take Me Your Breeder con Kendra Sunderland, Blake Bloosom, Angel Youngs e Manuel Ferrera[60]
  - 2025 – Best Sex Scene - Orgy/Group per Brazzers Present: 20 for 20 con Cherie DeVille, Alexis Fawx, Kayley Gunner, Lily Lou, Abigail Morris, Kira Noir, Ryan Reid, Gal Ritchie, Queenie Sateen, Luna Star, Monique Alexander, Mick Blue, Hollywood Cash, Manuel Ferrara, Ricky Johnson, JMac, Alex Jones, Keiran Lee, Isiah Maxwell, Scott Nails e Van Wylde[61]
- XRCO Awards
  - 2018 – Female Performer Of The Year[62]
  - 2019 – Female Performer Of The Year[63]
  - 2019 – Best Star Showcase per I am Angela[64]
  - 2020 – Best Actress per Perspective[65]
  - 2020 – Female Performer Of The Year[66]
  - 2020 – Superslut[67]
  - 2020 – Hall Of Fame[68]
  - 2020 – Best Star Showcase per Angela White: Dark Side[69]
  - 2021 – Personal Favorite[70]
  - 2021 – Awesome Analist[71]
  - 2022 – Personal Favorite[72]
  - 2022 – The Vicki Chase Award For Orgasmic Oralist[72]
  - 2023 - Awesome Analist condiviso con Vicki Chase[73]
  - 2024 - Personal Favorite[74]

## Filmografia parziale

### Attrice
- Day With Angela White (2003)
- Ultimate Cherry (2004)
- Bosom Buddies 6 (2005)
- Blow (2006)
- Big Boob Paradise (2007)
- On Location Big Boob Paradise (2007)
- Big Fat Tits (2008)
- Big Tit Overload (2008)
- Erotic Moods (2000)
- Girls With Desire (2008)
- Tit 2 Tit With Christy Marks (2008)
- Angela White Finally Fucks (2011)
- Leanne's Stacked Summer (2011)
- Tits and Tugs 7 (2011)
- Big Tits Like Big Dicks 1 (2012)
- Natty Knockers 2 (2012)
- Cumgasm 2 (2013)
- Kelly Madison's World Famous Tits 11 (2015)
- Doing The Double Dong (2015)
- Busty Lovers 2 (2015)
- Big Natural Tits Australian Babe Fucks BBC (2015)
- Angela's Bikini Bangeroo (2015)
- Angela Loves Women 1 (2015)
- Angela Loves Threesomes 1 (2015)
- Angela Loves Men 1 (2015)
- Angela 2 (2015)
- Raw 28 (2016)
- Parent Fucking Teacher Meetings (2016)
- Naughty America 22097 (2016)
- My Wife's Hot Friend 22121 (2016)
- Mantequilla Bay Bay (2016)
- Lena Gets Her Groove Back (2016)
- Interracial Icon 2 (2016)
- Dirty Talk 5 (2016)
- Chiropractor 1 (2016)
- Chasing That Big D (2016)
- Big Tits In Vr: Episode 1 (2016)
- Angela Loves Women 2 (2016)
- Angela Loves Men 2 (2016)
- Angela Loves Gonzo (2016)
- Angela Loves Anal (2016)
- Zoey's Squirt Shower (2017)
- Wrong Massage Feels So Right (2017)
- Wet Curves (2017)
- Voluptuous Angela White Live (2017)
- Vampires 4: the Showdown (2017)
- Vampires (2017)
- Up To Code, And Up Her Ass (2017)
- Undercover Expose (2017)
- True Anal 3 (2017)
- Tramps Guide to Sucking Cock (2017)
- Tonight's Girlfriend 22251 (2017)
- T and A Three Way (2017)
- Swallowed 8 (2017)
- Strap-On Stories: Strap Trap (2017)
- Straight Up Anal 3 (2017)
- Stepsister Takes Selfies of Her Huge Tits (2017)
- Stags and Vixens (2017)
- Spa Day (2017)
- Sins Sex Tour: Angela White (2017)
- Sins Life - Sex Tour Round 4 (2017)
- Sex Is For Lovers 2 (2017)
- Sacrosanct: Episode 03 (2017)
- Sacrosanct (2017)
- Rip My Jeans (2017)
- Racks 2 (2017)
- Pyramid Team (2017)
- Psychotic Behavior (2017)
- Pornstar Therapy 1 (2017)
- Porn Logic (2017)
- Perfect Natural Breasts (2017)
- Out With The Boys (2017)
- One Last Night Stand (2017)
- Oil Her Up (2017)
- Naughty America 22913 (2017)
- Naturally Stacked Stories (2017)
- My Slutty Secretary (2017)
- My Girlfriend's Busty Friend 23015 (2017)
- My Friend's Hot Girl 22215 (2017)
- My European Assistant (2017)
- Midnight Cowgirl (2017)
- Manuel's Maximum Penetration 5 (2017)
- Magician's Ass-istant (2017)
- Little Red Hood Riding XXX Parody (2017)
- Lipstick Lesbians (2017)
- Lesbian Strap-on Bosses 2 (2017)
- Lesbian House Hunters 14 (2017)
- Lesbian Anal (2017)
- Kendra's Angels (2017)
- Jessica Drake is Wicked (2017)
- Jenna Sativa's Booty Cuties 2 (2017)
- Italian Tutor (2017)
- It's a Wonderful Sex Life (2017)
- Interracial Icon 4 (2017)
- Housewives Demolition (2017)
- Hardcore Threesomes (2017)
- Happy Ending (2017)
- Girlsway Newest Editor (2017)
- Girls Love Natural Breasts (2017)
- Girlfriend Mistress Threesome (2017)
- Fuckening (2017)
- Fucked By My Parents' Maid (2017)
- Fuck Me Silly 2 (II) (2017)
- Friends and Lovers (2017)
- Francesca Le Is a HotWife 2 (2017)
- Foxy Angela Loves Anal (2017)
- Forbidden Opportunity (2017)
- Footsie Babes: More Foot Fetish 6 (2017)
- Flixxx: My Boyfriend's Brother (2017)
- Flixxx: In A Pinch (2017)
- Flixxx: Angela and Nicolette Get Wet (2017)
- Fashion Model 3: What Have You Done For Me Lately (2017)
- Fashion Model 1: Small Town Girl In The Big City (2017)
- Fashion Model (2017)
- Electra Complex (2017)
- Dream Pairings: Chapter Two (2017)
- Dream Pairings: Birthday Surprises (2017)
- Dirty Wives Club 23567 (2017)
- Dirty Wives Club 22441 (2017)
- Chiropractor 2 (2017)
- Chastity Milking Eruption (2017)
- Caught Being Naughty (2017)
- Buttman Anal and Oral Antics (2017)
- Busty Interracial 3 (2017)
- Busty Beauty Angela White Gets Fucked In Her Southern Hemisphere (2017)
- Busty Beautiful (2017)
- Bury the Penis (2017)
- Breast Worship 5 (2017)
- Breast Doctor Around (2017)
- Bra Busters 8 (2017)
- Bouncing Back (2017)
- Big Tits vs. Monster Cock (2017)
- Big Tits Under the Table (2017)
- Big Tits Round Asses 51 (2017)
- Big Tits Round Asses 50 (2017)
- Big Tits Round Asses 49 (2017)
- Big Tits in Wonderland (2017)
- Big Boob Sex (2017)
- Big Boob Anal Babes (2017)
- BIB - Closing Costs (2017)
- Being Gay Is OK (2017)
- Beautiful Tits 4 (2017)
- Backdoor Play (2017)
- Axel Braun's Busted (2017)
- Awakening (2017)
- Ass, Gas or Grass (2017)
- Ass versus Pussy 5 (2017)
- Ass to Mouth (2017)
- Art of Pussy Eating: How Wet Can You Get (2017)
- Angela's Sex Auction (2017)
- Angela's Boot Bitch (2017)
- Angela White's 32 Double G Tits Are Breathtaking (2017)
- Angela White X Karlee Grey E127 (2017)
- Angela White Is Titwoman (2017)
- Angela Loves Women 3 (2017)
- Angela Loves Threesomes 2 (2017)
- Angela Loves Anal (2017)
- Angela 3 (2017)
- Anal Savages 2 (2017)
- Anal Nymphos Anal Legends (2017)
- Anal Heartbreakers 2 (2017)
- Anal Fitness Sluts (2017)
- American Daydreams 22995 (2017)
- Altar of Aphrodite 3 (2017)
- Altar of Aphrodite (2017)
- After School Shenanigans (2017)
- You're So Much Bigger Than My Husband 2 (2018)
- Xander's World Tour 2 (2018)
- Xander's World Tour (2018)
- World Class Ass (2018)
- Wild Thots (2018)
- Who's Becky (2018)
- Weight of Infidelity (2018)
- Watching My Hotwife 4 (2018)
- Vibrating Panties Squirting Hotties (2018)
- Unexpected Sex (2018)
- True Anal All-Stars (2018)
- True Anal Addiction (2018)
- Tonight's Girlfriend 24747 (2018)
- Three Girls And A Bolster (II) (2018)
- Three Girls and a Bolster (2018)
- Tell Me Everything (2018)
- Teach Me 5 (2018)
- Surrender Your Stress (2018)
- Strap-On Stories (2018)
- Squirtwoman: Wasteland (2018)
- Spa Confessions (2018)
- Slick Swimsuit (2018)
- Slave to Tits (2018)
- Shoe Delivery Service (2018)
- Sex Across America - A Look Back With Angela White (2018)
- Serendipity (2018)
- Secrets That We Keep (2018)
- Second First Date (2018)
- Raw 32 (2018)
- Pretty Pussy Party (2018)
- POV Jugg Fuckers 7 (2018)
- Pounding Her Pantyhose (2018)
- Pinup Posing (2018)
- Performers Of The Year 2018 (2018)
- Oil Explosion 3 (2018)
- New Year's Lay (2018)
- Natural Beauties 9 (2018)
- My Number One Pick (2018)
- My Girlfriend's Busty Friend 23 (2018)
- More Than A Pretty Gape (2018)
- Model Perfect (2018)
- Metal Massage (2018)
- Load Sharing 3 (2018)
- Lesbian Sex 18 (2018)
- Lesbian PsychoDramas 29 (2018)
- Laid Off (2018)
- Lady Boss: The Research Assistant (2018)
- Lady Boss 2 (2018)
- Kianna Dior Busty Asian Cum Slut 4 (2018)
- Just To Be Clear (2018)
- Jenna Sativa's Booty Cuties (2018)
- Interracial Icon 8 (2018)
- I Waited For You (2018)
- I Am Angela (2018)
- Huge Tits Squirt During Anal (2018)
- Hogtied 42838 (2018)
- Great Big Boobies (2018)
- Good Morning, Let's Fuck (2018)
- Good Looking Tits (2018)
- Girlsway Crew (2018)
- Games We Play (2018)
- Full Service Banking (2018)
- Forbidden Affairs 8: My Best Friend's Husband (2018)
- First Class Anal (2018)
- Evil Blackmail (2018)
- Emptied (2018)
- Electra Complex (2018)
- Dredd 4 (2018)
- Dinner is Served (2018)
- Dinner For Cheats (2018)
- Destroyed by Amazon (2018)
- Corruption of Kissa Sins (2018)
- Commando Coochies (2018)
- Cock Therapy (2018)
- Chiropractor (2018)
- Caught Talking Dirty (2018)
- Carnal (2018)
- Can't Wait For That BBC (2018)
- Camgirl (2018)
- Cam Girls: The Movie (2018)
- Busty Interracial 4 (2018)
- Busty Angela Takes A BBC in Her Ass (2018)
- Breast Doctor Around (2018)
- Bountiful Breasts (2018)
- Bounce 2 (2018)
- Boss Lady 2 (2018)
- Bodystocking Boobs (2018)
- Big Wet Tits 17 (2018)
- Big Titty MILFs 3 (2018)
- Big Titted Bubble Bath (2018)
- Big Naturals In Slow Motion (2018)
- Ass Candy 3 (2018)
- Art of Pussy Eating (2018)
- Angela White: Big Boobs, Shaved Pussy, Will Orgasm (2018)
- Angela White PSE (2018)
- Angela White Gets An A+ Sucking Cock in Traffic School (2018)
- Angela White Gets a Proper Massage (2018)
- Angela White Fucks the Plumber (2018)
- Angela Loves Women 4 (2018)
- Angela Loves Anal 2 (2018)
- Angela By Darkko (2018)
- Anal Extremists (2018)
- Anal At The Office (II) (2018)
- Anal At the Office (2018)
- After Dark 5 (2018)
- After Dark (2018)
- Big Titted Bubble Bath (2018)
- Bodystocking Boobs (2018)
- Caught Talking Dirty (2018)
- Dinner For Cheats (2018)
- Fappy New Year (2018)
- Full Service Banking (2018)
- Just To Be Clear (2018)
- Wild Thots (2018)
- Xander's World Tour (2018)
- Xander's World Tour 2 (2018)
- Acceptance (2019)
- Anatomy Of A Sex Scene (2019)
- Angela White: Dark Side (2019)
- Assential Oil (2019)
- BrazziBots: Uprising 1 (2019)
- Brazzibots: Uprising 4 (2019)
- Drive (2019)
- Fucking The Squirting Step Sisters (2019)
- I Am Riley (2019)
- Seasons Pt. 1 (2019)
- Strings Attached (2019)
- Sunbathing Babes (2019)
- Swing Fling 1 (2019)
- Swing Fling 2 (2019)
- Who's Becky (2019)
- Anal Unscripted (2020)
- Best of Brazzers Happy Halloween (2020)
- Pornographic Service Announcement (2020)
- Seasons (2020)
- Slingin' Titties (2020)
- You Gotta Help My Wife (2020)
- Adriana Chechik and Angela White Double Blowjob (2021)
- Battle For Big Breast Dominance Angela White Vs Gabbie Carter (2021)
- Double Dose of Aussie Ass (2021)
- Eat Me (2021)
- Haunting Their Asses (2021)
- In Bed with the Ex (2021)
- Pink Perfection (2021)
- Take Control (2021)
- Very Valley Holiday (2021)
- Botched Dinner (2022)
- Dirty Intentions 15 (2022)
- If It Feels Good 3 (2022)
- Pornstars Like It Big 25 (2022)
- Sex Without Love (2022)
- White Album (2022)

### Regista
- 001 Angela White X Sophie Dee (2013)
- 017 Angela White X Dani Daniels (2014)
- 019 Angela White X James Deen (2014)
- 020 Angela White X Manuel Ferrara (2014)
- 021 Angela White X Alexis Texas (2014)
- 025 Angela White X Phoenix Marie (2014)
- 028 Angela White X Anikka Albrite (2014)
- 029 Angela White X Asa Akira (2014)
- 040 Angela White X Mick Blue X Anikka Albrite (2014)
- 045 Angela White X Julia Ann (2014)
- 050 Angela White X Phoenix Marie (2014)
- 053 Angela White X Steve Holmes (2014)
- 055 Angela White X Toni Ribas (2014)
- 062 Angela White X Kristina Rose (2015)
- 065 Angela White X Skin Diamond (2015)
- 072 Angela White X Prince Yahshua (2015)
- 077 Angela White X Alexis Texas (2015)
- 080 Angela White X Manuel Ferrara X Ava Addams (2015)
- 084 Angela White X Flash Brown X Kagney Linn Karter (2015)
- 087 Angela White X Erik Everhard X Bonnie Rotten (2015)
- 096 Angela White X Manuel Ferrara X Valentina Nappi (2016)
- 101 Angela White X Carter Cruise (2016)
- 111 Angela White X Aj Applegate (2016)
- 115 Angela White X Remy Lacroix (2016)
- 118 Angela White X Markus Dupree (2016)
- 123 Angela White X Markus Dupree X Mia Malkova (2017)
- 124 Angela White X Abella Danger (2017)
- 125 Angela White and Valentina Nappi (2017)